# Convencions de Ginebra
|  | No s'ha de confondre amb Protocol de Ginebra. |

Les Convencions de Ginebra són l'intent de normativitzar el Dret Internacional Humanitari. Són el resultat dels esforços de Jean Henri Dunant, creador de la Creu Roja. Estan formades per una sèrie de tractats internacionals signats a Ginebra, Suïssa, entre 1864 i 1949 amb la finalitat de minimitzar els efectes de la guerra sobre els soldats i els civils. Dos protocols addicionals a la convenció de 1949 van ser aprovats el 1977, i un tercer el 2005.
Les Convencions de Ginebra defineixen àmpliament els drets bàsics dels presoners en temps de guerra (civils i personal militar), i van establir proteccions per als ferits i malalts i van proporcionar proteccions als civils dins i al voltant d'una zona de guerra; a més, la Convenció de Ginebra també defineix els drets i les proteccions concedides als no combatents. Les Convencions de Ginebra només afecten els combatents en guerra; no aborden l'ús d'armes de guerra, que en canvi són tractades per les Convencions de l'Haia de 1899 i 1907, que es refereixen a les armes convencionals, i el Protocol de Ginebra, que es refereix a la guerra biològica i química.
Les convencions de 1949 han estat signades per més de 190 països, el primer protocol per 150, i el segon protocol per 145.

## Contingut
Les Convencions de Ginebra són normes que només s'apliquen en temps de conflicte armat i pretenen protegir les persones que no participen o ja no participen en les hostilitats.
La primera convenció tractava sobre el tractament de les forces armades ferides i malaltes en el camp de batalla. La segona convenció tractava dels malalts, ferits i nàufrags de les forces armades al mar. La tercera convenció tractava sobre el tractament dels presoners de guerra en temps de conflicte. La quarta convenció tractava sobre els civils i la seva protecció en temps de guerra.
Les persones que compleixen els criteris de persones protegides en conflictes armats internacionals estan protegides pels convenis de 1949. Les persones que no figuren com a persones protegides en aquests conflictes estan, en canvi, protegides pel dret internacional dels drets humans i pels tractats generals sobre l'estatus legal dels estrangers a les nacions bel·ligerants.
Durant les negociacions per a les convencions de 1949, Gran Bretanya i França van eliminar amb èxit el llenguatge dels primers esborranys que consideraven desfavorables al seu domini colonial.

### Convencions
En dret internacional i diplomàcia, el terme convenció fa referència a un acord o tractat internacional.
Les Convencions de Ginebra han estat les següents:
- La Primera Convenció de Ginebra de 1864 comprèn el Conveni de Ginebra per la millora de la sort que corren els militars ferits en els exèrcits en campanya. Va ser adoptada per primera vegada el 1864,[11] revisada el 1906,[12] 1929[13] i finalment 1949.[14]
- La Segona Convenció de Ginebra de 1906 comprèn el Conveni de Ginebra per la millora de la sort dels militars ferits en els exèrcits en campanya de 1906. Específica per les forces armades del mar, va ser adoptada per primera vegada el 1949, successora del Conveni de l'Haia (X) 1907.[15]
- La Tercera Convenció de Ginebra de 1929, que comprèn el Conveni de Ginebra per millorar la sort dels ferits i malalts dels exèrcits en campanya i el Conveni de Ginebra relatiu al tracte dels presoners de guerra del 27 de juliol de 1929. Va ser adoptada per primera vegada el 1929,[16] amb una darrera revisió el 1949.[17]
- La Quarta Convenció de Ginebra de 1949, que comprèn 4 convenis aprovats per la Conferència Diplomàtica per Elaborar Convenis Internacionals per protegir les víctimes de la guerra el 12 d'agost de 1949. Entra en vigor el 21 d'octubre de 1950. Va ser adoptat per primera vegada el 1949, basat en parts del Conveni de l'Haia (II) de 1899 i del Conveni de l'Haia (IV) de 1907.[18] Els esmentats convenis són els següents:
  - I Conveni de Ginebra per Alleujar la Sort que Corren els Ferits i Malalts de les Forces Armades en Campanya;
  - I Conveni de Ginebra per Alleujar la Sort que Corren els Ferits, els Malalts i els Nàufrags de les Forces Armades a la Mar;
  - III Conveni de Ginebra relatiu al tracte adient als presoners de guerra;
  - IV Conveni de Ginebra relatiu a la protecció deguda a les persones civils en temps de guerra.

Amb dos Convenis de Ginebra revisats i adoptats, i el segon i el quart afegits, el 1949 tot el conjunt es coneix com els "Convenis de Ginebra de 1949" o simplement els "Convenis de Ginebra". En general, només els Convenis de Ginebra de 1949 s'anomenen Primera, Segona, Tercera o Quarta Convenció de Ginebra. Els tractats de 1949 van ser ratificats, completament o amb reserves, per 196 països.

### Protocols
Hi ha tres protocols addicionals inclosos a la Quarta Convenció:
- Protocol addicional als Convenis de Ginebra relatiu a la protecció de les víctimes des conflictes armats internacionals (Protocol I), del 8 de juny de 1977.[19]
- Protocol addicional als Convenis de Ginebra relatiu a la protecció de les víctimes des conflictes armats sense caràcter internacional (Protocol II), del 8 de juny de 1977.[20]
- Protocol addicional als Convenis de Ginebra relatiu a l'adopció d'un emblema distintiu addicional, del 8 de desembre de 2005.[21]

## Història

Progressió dels Convenis de Ginebra de 1864 a 1949.

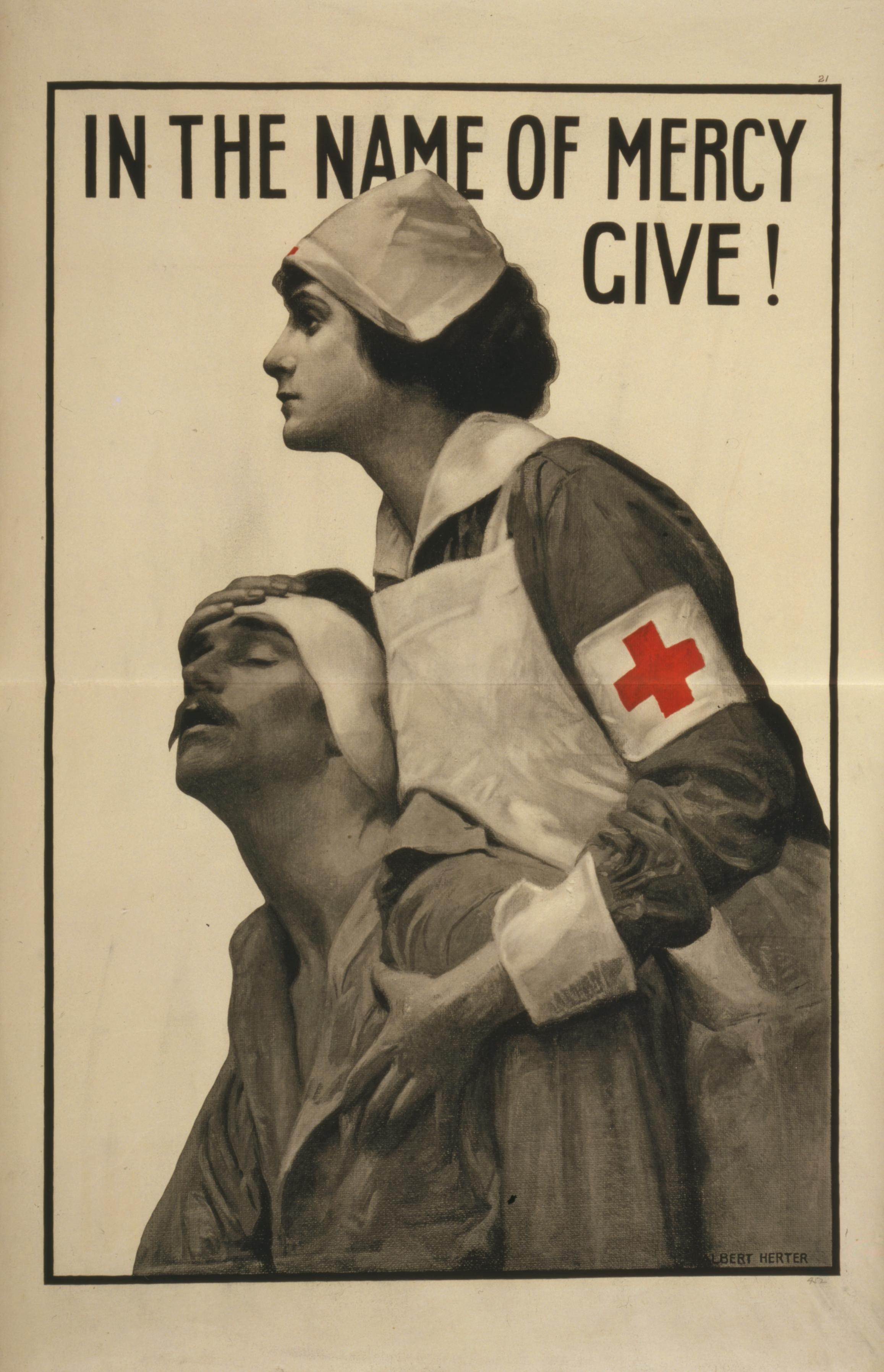
Cartell de la Creu Roja de la Primera Guerra Mundial.

L'empresari suís Henry Dunant va anar a visitar els soldats ferits després de la batalla de Solferino el 1859. Es va sorprendre per la manca d'instal·lacions, personal i ajuda mèdica disponible per ajudar aquests soldats. Com a resultat, va publicar el seu llibre, A Memory of Solferino, l'any 1862, sobre els horrors de la guerra. Les seves experiències de guerra van inspirar Dunant a proposar:
- Una agència de socors permanent per a l'ajuda humanitària en temps de guerra
- Un tractat governamental que reconegués la neutralitat de l'agència i li permeti prestar ajuda en una zona de guerra

L'antiga proposta va portar a l'establiment de la Creu Roja a Ginebra. Això va conduir a la Convenció de Ginebra de 1864, el primer tractat internacional codificat que va cobrir els soldats malalts i ferits al camp de batalla. El 22 d'agost de 1864, el govern suís va convidar els governs de tots els països europeus, així com els Estats Units, el Brasil i Mèxic, a assistir a una conferència diplomàtica oficial. Setze països van enviar un total de vint-i-sis delegats a Ginebra. El 22 d'agost de 1864, la conferència va adoptar la primera Convenció de Ginebra "per a la millora de la situació dels ferits en els exèrcits en el camp de batalla". Representants de 12 estats i regnes van signar la convenció:
Per aquests dos èxits, Henry Dunant es va convertir en un dels dos destinataris del primer Premi Nobel de la Pau el 1901.
El 20 d'octubre de 1868 es va emprendre el primer intent infructuós d'ampliar el tractat de 1864. Amb els "Articles addicionals relatius a la condició dels ferits en guerra" es va iniciar un intent d'aclarir algunes regles de la convenció de 1864 i estendre-les a la guerra marítima. Els articles es van signar, però només van ser ratificats pels Països Baixos i els Estats Units d'Amèrica. Més tard, els Països Baixos van retirar la seva ratificació. La protecció de les víctimes de la guerra marítima seria realitzada posteriorment pel tercer Conveni de l'Haia de 1899 i el desè Conveni de l'Haia de 1907.
El 1906 trenta-cinc estats van assistir a una conferència convocada pel govern suís. El 6 de juliol de 1906 va donar lloc a l'adopció de la Convenció per a la millora de la situació dels ferits i malalts en els exèrcits en el camp de batalla, que va millorar i complementar, per primera vegada, la convenció de 1864. Va romandre en vigor fins al 1970 quan Costa Rica es va adherir als Convenis de Ginebra de 1949.
La conferència de 1929 va donar lloc a dues convencions que es van signar el 27 de juliol de 1929. Una, la Convenció per a la millora de la condició dels ferits i malalts en els exèrcits en el camp de batalla, va ser la tercera versió per substituir la convenció original de 1864. L'altra va ser adoptada després que les experiències de la Primera Guerra Mundial havien demostrat les deficiències en la protecció dels presoners de guerra en virtut dels Convenis de l'Haia de 1899 i 1907. La Convenció relativa al tractament dels presoners de guerra no havia de substituir aquestes convencions anteriors signades a La Haia, sinó que les complementava.
Inspirades per l'onada d'entusiasme humanitari i pacifista després de la Segona Guerra Mundial i la indignació pels crims de guerra revelats pels Judicis de Nuremberg, el 1949 es van celebrar una sèrie de conferències que van reafirmar, van ampliar i van actualitzar els anteriors Convenis de Ginebra i la Haia. Va donar lloc a quatre convencions diferents:
- La Primera Convenció de Ginebra per a millorar l'estat dels ferits i malalts en les forces armades sobre el terreny va ser la quarta actualització de la convenció original de 1864 i va substituir la convenció de 1929 sobre el mateix tema.[34]